# Olching
Olching est une ville allemande, située en Bavière, dans l'arrondissement de Fürstenfeldbruck.

## Jumelage Franco-allemand
La ville d'Olching est jumelée avec la ville française de Feurs.